# 阿尔夫·斯文森
阿尔夫·埃里克·斯文森（瑞典語：Alf Erik Svensén，1893年7月28日—1935年12月17日），瑞典男子体操运动员。他曾获得1920年夏季奥运会体操比赛男子团体瑞典式金牌。他于1935年在斯德哥尔摩去世。